# Militärflugplatz Pratica di Mare

i7
i11
i13
Der Militärflugplatz Pratica di Mare „Mario de Bernardi“ (ICAO-Code: LIRE) liegt 25 km südlich der italienischen Hauptstadt Rom an der Mittelmeerküste, auf dem Gebiet der Gemeinde Pomezia beim Ortsteil Pratica di Mare. 23 Kilometer nordwestlich befindet sich der internationale Flughafen Rom-Fiumicino.

## Dienststellen und Verbände
Der Militärflugplatz von Pratica di Mare ist einer der wichtigsten Stützpunkte der italienischen Luftwaffe. Hier befinden sich etliche Dienststellen des Logistikkommandos (Comando Logistico), darunter das Flugversuchszentrum (Reparto Sperimentale di Volo - RSV), sowie flugmedizinische und wissenschaftliche Institute. In der ebenfalls in Pratica di Mare stationierten 9ª Brigata Aerea ISTAR-EW, einem Unterkommando des Luftflottenkommandos (Comando della Squadra Aerea), sind verschiedene spezialisierte Organisationseinheiten zusammengefasst, die sich mit Elektronischer Kampfführung, mit dem Geoinformationswesen und dem Klima, der Aus- und Fortbildung militärischer Fluglotsen sowie von Jägerleit-, Luftlage- und anderem Einsatzführungspersonal befassen.
Daneben ist mit dem 14. Geschwader (14º Stormo) ein Lufttransportgeschwader mit zwei fliegenden Staffeln auf dem Flugplatz stationiert. Die in das European Air Transport Command eingebundene 8. Staffel (8º Gruppo) ist mit vier Boeing KC-767A ausgestattet, die der Luftbetankung dienen, aber auch dem Transport von Truppen und Fracht. Die 71. Staffel (71º Gruppo) verfügt neben Gulfstream G550 CAEW/JAMMS zur Luftraumüberwachung über Flugzeuge des Typs Piaggio P.180, die neben Transport- und Verbindungsaufgaben zum Teil auch die Kalibrierung von Navigationseinrichtungen und andere Sonderaufgaben übernehmen. Weitere P.180 sind einer Lufttransportschule zugeteilt (SATA/CAE Multi Crew, 204º Gruppo). Insgesamt verfügt die italienische Luftwaffe in Pratica di Mare über 15 P.180, Heeres- und Marineflieger unterhalten in Pratica je drei P.180 (Stand 2020).
Darüber hinaus ist Pratica di Mare einer von mehreren Stützpunkten des 15º Stormo in Cervia, der mit seinen Hubschraubern im Bereich (Combat) Search and Rescue aktiv ist.
In Pratica di Mare haben die Fliegertruppen der Polizia di Stato, der Carabinieri und der Guardia di Finanza ihr Hauptquartier.
Die Flugbereitschaft der italienischen Regierung (31º Stormo) sowie fliegende Einheiten anderer staatlicher Stellen haben ihren Sitz am Flughafen Rom-Ciampino.

## Geschichte
Der Militärflugplatz Pratica di Mare wurde im Jahr 1937 als Übungsflugfeld angelegt. 1942 entstand dort eine Blindflugschule. Nach dem Zweiten Weltkrieg baute man den Flugplatz in den 1950er Jahren nach modernen Kriterien wieder auf. 1956 stationierte man in Pratica di Mare den 4º Stormo, ein Jagdgeschwader, das seinerzeit aus drei mit F-86 Sabre ausgerüsteten Staffeln bestand. Bereits ab 1959 verlegte er auf den Militärflugplatz Grosseto, da ein Geschwader einer solchen Größe aus Flugsicherungsgründen nicht in der Nähe des 1961 eröffneten Großflughafens Rom-Fiumicino bleiben konnte. Stattdessen zog 1957 das traditionsreiche Flugversuchszentrum der italienischen Luftwaffe vom Militärflugplatz Guidonia nach Pratica di Mare. In den Jahren danach kam mit dem 31º Stormo ein Hubschraubergeschwader dazu, das dann 1976 nach Rom-Ciampino verlegte und dort zur Flugbereitschaft der italienischen Regierung umfunktioniert wurde. Gleichzeitig entstand 1976 in Pratica der 14º Stormo wieder, der eine Reihe von Sonderaufgaben übernahm, darunter Elektronische Aufklärung, Elektronische Kampfführung, Luftbildfotografie und Kalibrierungsaufgaben sowie Transportaufgaben und ab 1992 mit vier Boeing 707T/T auch Luftbetankungsaufgaben. Im Jahr 1997 kam der Stab des 15º Stormo, eines anderen Hubschraubergeschwaders, von Rom-Ciampino nach Pratica di Mare, zog aber 2010 nach Cervia weiter.
Im Lauf der Zeit richtete das italienische Militär auf dem Flugplatz Pratica di Mare etliche Flugschauen aus. Am 24. Mai 1998 wurde zum 75. Jubiläum der italienischen Luftwaffe eine Flugschau mit den nationalen Kunstflugstaffeln aus Italien, Spanien, England, Frankreich und der Schweiz abgehalten. Auch zur Ausmusterung der Lockheed F-104, des Starfighters, fand im Jahr 2004 eine große Zeremonie auf dem Flugplatz mit einer Flugschau statt, bei welcher neben der italienischen Kunstflugstaffel Frecce Tricolori auch die Schweizer Staffel Patrouille Suisse auftrat. Anlässlich ihres einhundertjährigen Bestehens richtete die italienische Luftwaffe vom 16. bis zum 18. Juni 2023 auf dem Militärflugplatz Pratica di Mare eine weitere große Flugschau aus. Gezeigt wurden nicht nur aktive Luftfahrzeuge der Aeronautica Militare, sondern auch restaurierte oder nachgebaute Maschinen, die von italienischen Luftstreitkräften ab den 1910er Jahren genutzt worden waren. Im Flug vorgeführt wurden unter anderem eine nachgebaute Caproni Ca.3 aus der Zeit des Ersten Weltkriegs, eine restaurierte Fiat G.91R, die Anfang der 1990er Jahre ausgemustert worden war, sowie eine aus den USA zerlegt eingeflogene und dann in Grosseto wieder zusammengebaute Lockheed TF-104G-M, die dort früher in Diensten der Aeronautica Militare gestanden hatte.
Benannt ist der Militärflugplatz Pratica di Mare seit 1959 nach Mario de Bernardi, einem Jagdflieger des Ersten Weltkriegs, der später als Testpilot und Kunstflieger tätig war. 1926 gewann er in Hampton Roads die Schneider-Trophy.

## Bilder

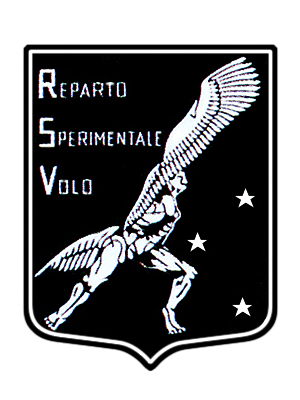
Wappen des Flugversuchszentrums
Wappen 14º Stormo
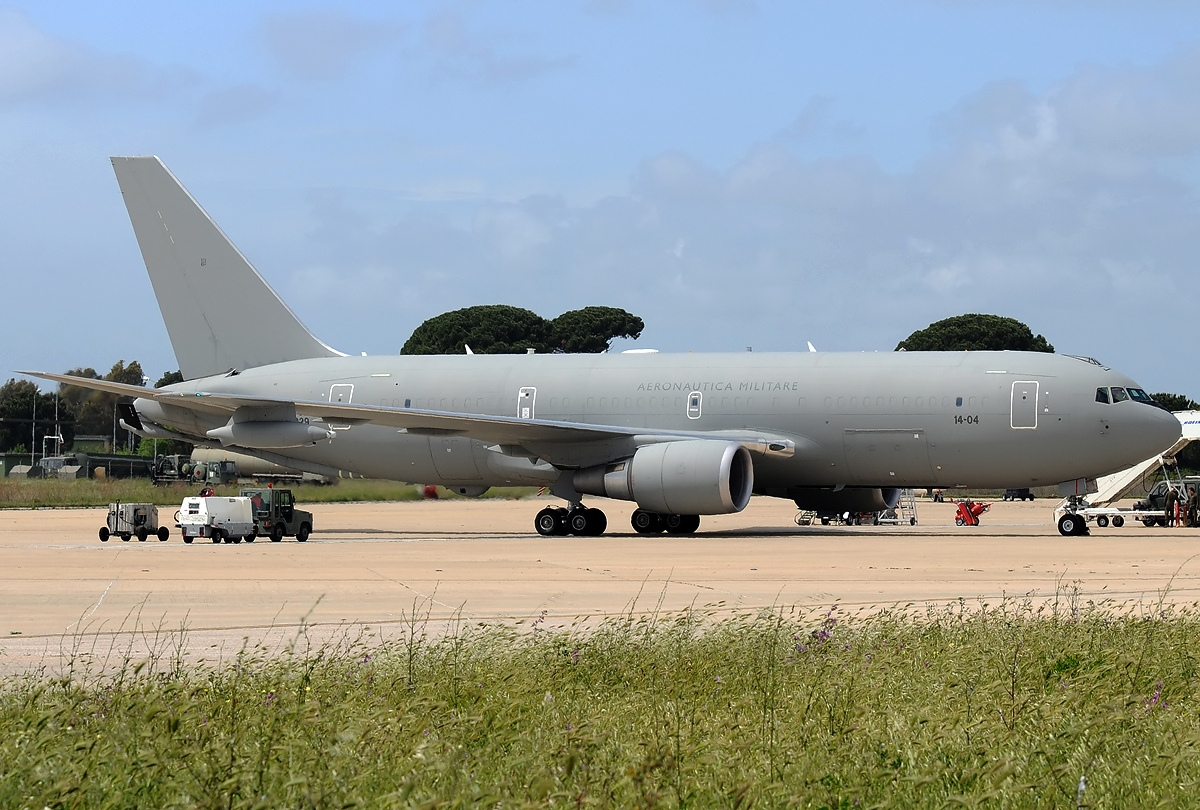
KC-767A-Tanker, 14º Stormo, Pratica di Mare
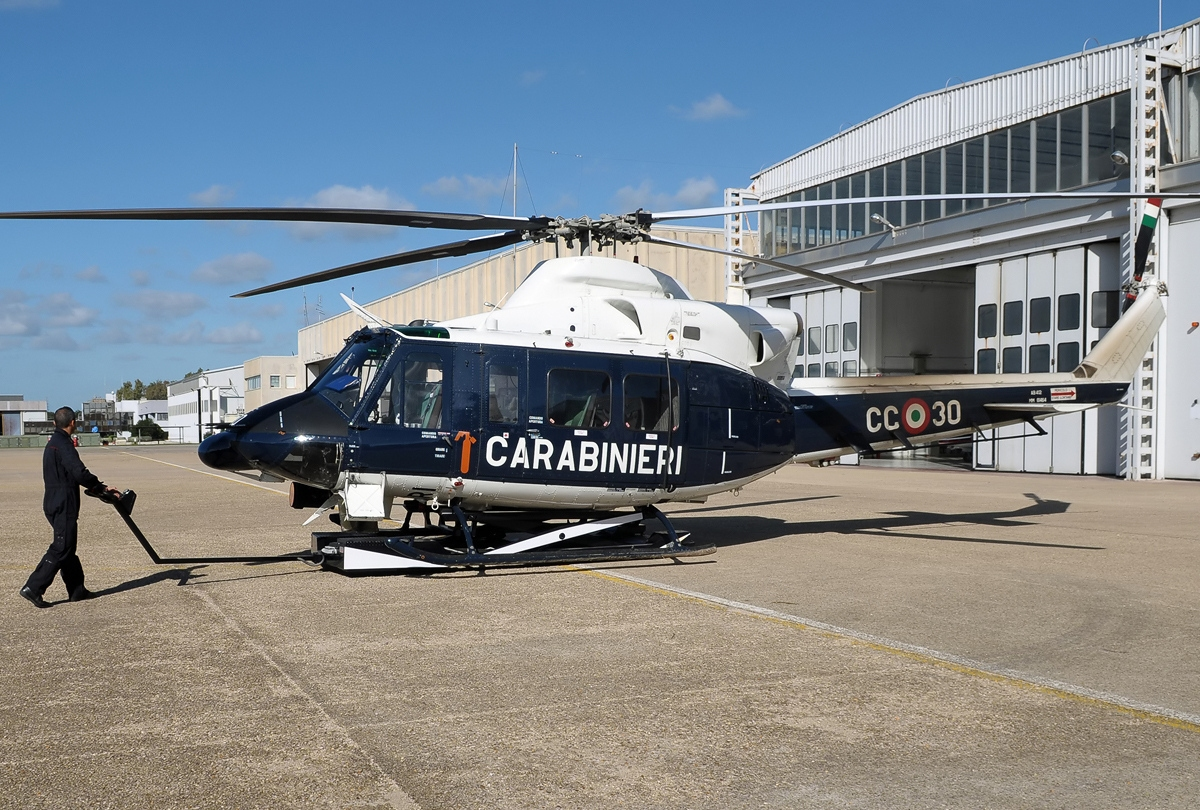
Hubschrauber der Carabinieri in Pratica